# Монголія
Монго́лія (монг. Монгол Улс, старомонгольське письмо: ᠮᠤᠩᠭᠤᠯ ᠤᠯᠤᠰ) — країна на сході Центральної Азії, що межує на півночі з Росією та з Китаєм на півдні. Монголія не має виходу до моря та займає площу 1,564,116 км2 з населенням 3,5 мільйони осіб, що робить її найменш густонаселеною країною у світі. У столиці та найбільшому місті країни, Улан-Баторі, проживає приблизно половина населення держави. Більшу частину території Монголії займає трав'янистий степ із горами на півночі та заході та пустелею Гобі на півдні.

## Географія

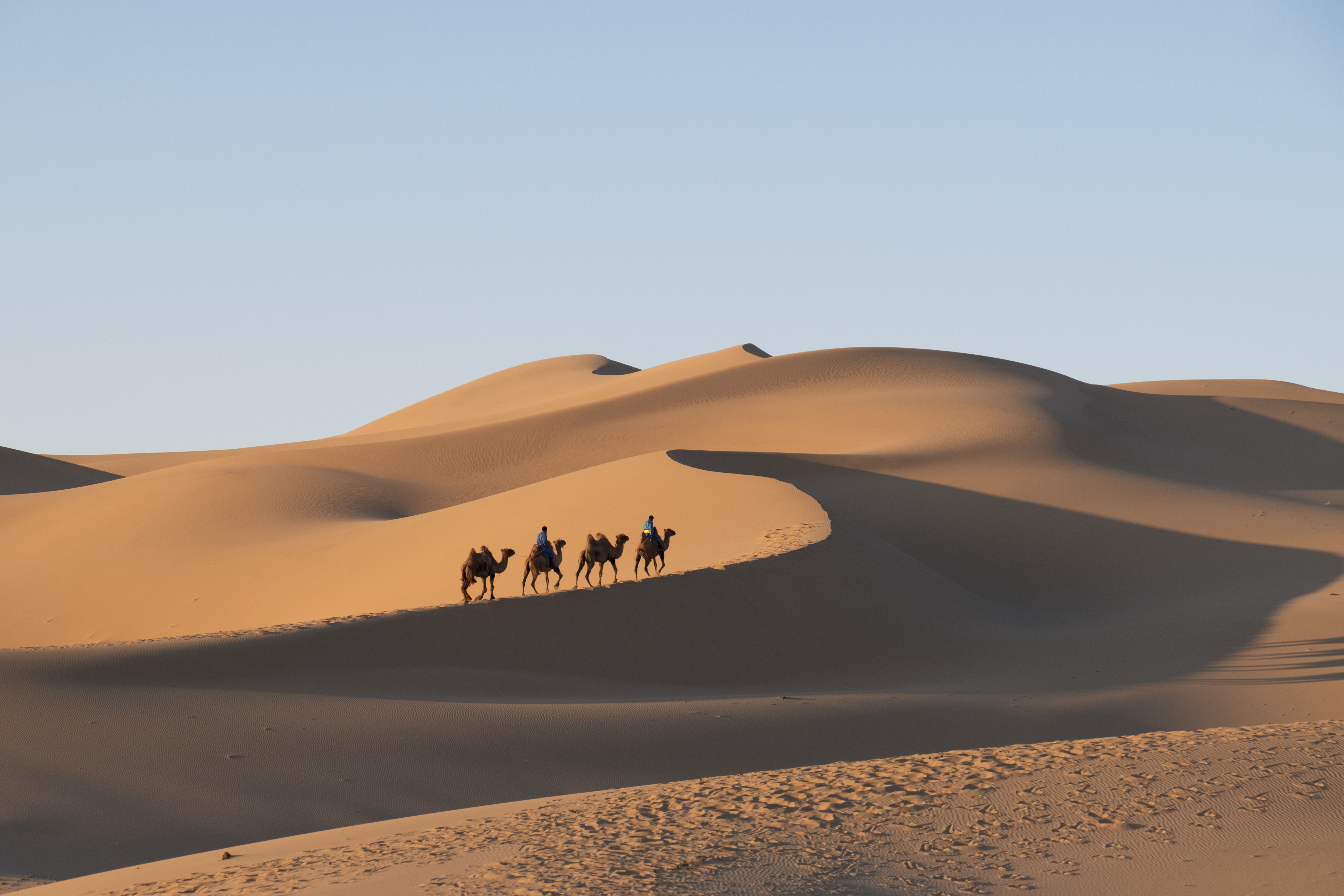
Пустеля Гобі — Південно-Гобійський аймак, Монголія

Монголія розташована на сході Центральної Азії, межує на півночі з Російською Федерацією, на півдні з Китаєм, має площу 1565 тис. км². На заході і у середній частині країни — гірські хребти Монгольського Алтаю та Хангая. Між ними знаходяться широкі долини. На півдні і південному сході — головним чином рівнини, частково зайняті пустелею Гобі.
Середня температура січня у північних районах досягає −35 °C, у південних районах −10 °C.
Основні річки — Селенга і Керулен, озера — Убсу-Нур, Хубсугул.
Рослинність, головним чином, степова та напівпустельна, в гірських районах лісостеповий терен. Приблизно 9 відсотків Монголії займають ліси.
Корисні копалини: нафта, вугілля, мідь, молібден, вольфрам, фосфати, олово, нікель, цинк, золото, срібло, залізо.

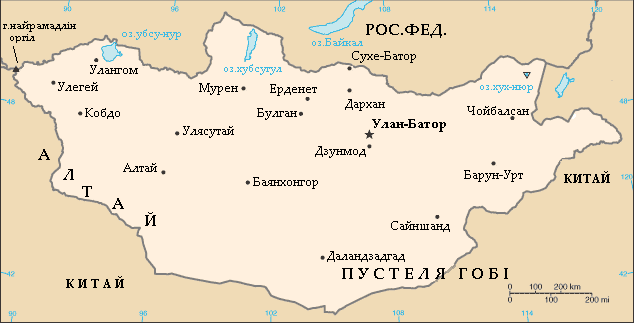
Мапа Монголії

## Історія Монголії

### Монголія сьогодні

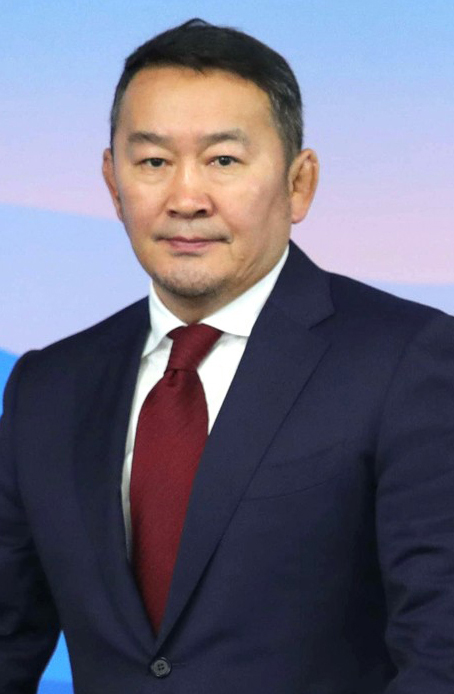
Президент Монголії у 2017—2021 Халтмаагійн Баттулга

У січні 1992 прийнята нова Конституція Монголії, назва «Народна Республіка» була відкинута, Монголія стала державою з парламентським керівництвом та президентом, що обирається на всенародних виборах. У лютому того року створена нова програма Монгольської Народно-революційної партії. У червні 1992 року виборах у Великому Державному Хуралі МНРП отримала 70 місць, «Демократичний Альянс» — тільки 4 місця, Монгольська Соціал-демократична партія — 1 місце і 1 мандат був наданий безпартійному самовисуванцю. МНРП почало швидко здійснювати ринкові реформи, зокрема приватизацію — в 1993 році ВВП приватного сектора склало 60 %. Поголів'я худоби зросло з 25,8 млн голів у 1990 році до 28,5 млн голів в 1995 році. Однак переробна промисловість потерпала від кризи. Невдовзі економічне становище різко погіршало й на початку 1993 року в Улан-Баторі було введено карткову систему: столичний мешканець на місяць отримував 2,3 кг борошна 1-го ґатунку, 1,7 кг борошна 2-го ґатунку і 2 кг м'яса. Інфляція за 1993 рік становила 352 %. З 1990 року, понад 1,500 іноземних компаній вклали понад 300 мільйонів доларів США в монгольську економіку. У 1997 році Монголія увійшла до Світової Торговельної Організації.
У 2000—2002 суворі погодні умови спричинили значне вимирання худоби, що мало негативні економічні наслідки у сільськогосподарському секторі.
25 березня 2002 Монголія та Російська Федерація підписали угоду про перетворення $11,5 мільярдного боргу Монголії в акції приватизованих монгольських підприємств. Таким чином, Російська Федерація отримує від Монголії частину її доходів.
За офіційними джерелами відсоток безробіття на 2003 рік — 6,7 %. Відсоток інфляції на 2004 рік становив близько 11 %.
Країна купує нафтову продукцію та електроенергію у Російській Федерації, таким чином монгольська економіка залежить від своїх сусідів. Основним партнером в експорті залишається Китай. Обіг грошей на так званому чорному ринку, за підрахунками міжнародних фінансових організацій, приблизно дорівнює або й перебільшує обіг на офіційних ринках. Справжню грошову суму операцій чорного ринку дізнатися важко, оскільки гроші не проходять через державні або банківські структури.
10 липня 2017 посаду президента обійняв Халтмаагійн Баттулга від Демократичної партії. Він став п'ятим президентом Монголії.

## Адміністративний поділ
Монголія ділиться на 21 аймак, які в свою чергу мають у своєму складі 329 сомонів. Столиця Улан-Батор є самостійною адміністративною одиницею.
| №  | Українська назва | Адміністративний центр | Площа, км² | Густота, ос./км² |
| -- | ---------------- | ---------------------- | ---------- | ---------------- |
| 1  | Улан-Батор       |                        | 4 704      | 245,38           |
| 2  | Архангай         | Цецерлег               | 55 314     | 1,52             |
| 3  | Баян-Улгий       | Улгий (Өлгий)          | 45 705     | 1,86             |
| 4  | Баянхонгор       | Баянхонгор             | 115 978    | 0,65             |
| 5  | Булган (аймак)   | Булган                 | 48 733     | 1,09             |
| 6  | Гобі-Алтай       | Алтай                  | 141 448    | 0,38             |
| 7  | Гобі-Сумбер      | Чойр                   | 5 542      | 2,36             |
| 8  | Дархан-Уул       | Дархан                 | 3 275      | 27,68            |
| 9  | Дорноговь        | Сайншанд               | 109 472    | 0,53             |
| 10 | Дорнод           | Чойбалсан              | 123 597    | 0,56             |
| 11 | Дундговь         | Мандалговь             | 74 690     | 0,52             |
| 12 | Завхан           | Уліастай               | 82 457     | 0,79             |
| 13 | Ховд             | Кобдо                  | 76 061     | 1,00             |
| 14 | Орхон            | Ерденет                | 844        | 103,22           |
| 15 | Селенге          | Сухе-Батор             | 41 153     | 2,33             |
| 16 | Сухе-Батор       | Баруун-Урт             | 82 286     | 0,62             |
| 17 | Увс              | Улаангом               | 69 585     | 1,05             |
| 18 | Уверхангай       | Арвайхер               | 62 895     | 1,60             |
| 19 | Хувсгел          | Мурен                  | 100 629    | 1,14             |
| 20 | Хентій           | Ундерхаан              | 80 325     | 0,81             |
| 21 | Туве             | Зуунмод                | 74 042     | 1,13             |
| 22 | Умнегобі         | Даландзадгад           | 165 381    | 0,37             |
|    | Всього           |                        | 1 564 116  | 1,69             |

## Економіка Монголії
Монголія — аграрно-індустріальна країна. Основні галузі промисловості: промисловість конструкційних матеріалів, гірнича, харчова промисловість, переробка продуктів тваринництва. Транспорт г. ч. автомобільний та залізничний, який пов'язаний із залізницями РФ та Китаю. Наприкінці 1980-х років майже 3/4 вантажних перевезень в країні здійснювалося за допомогою залізничного транспорту. Повітряні траси зв'язують Монголію з Росією, Китаєм, В'єтнамом, Японією. Власна авіація Монголії має регулярний авіазв'язок з усіма містами країни.
За даними Index of Economic Freedom, The Heritage Foundation, U.S.A. 2001: ВВП — $1 млрд. Темп зростання ВВП — 3,5 %. ВВП на душу населення — $408. Прямі іноземні інвестиції — $10,2 млн. Імпорт (машини і обладнання, нафтопродукти, споживчі товари) — $362 млн (г.ч. Росія — 46,0 %; Китай — 17,0 %; Японія — 12,5 %; Півд. Корея та США — по 6,8 %). Експорт (мінерали і металеві руди, продукти тваринництва) — $291,7 млн (г.ч. Китай — 58,0 %; США — 13,0 %; Росія — 12,1 %).

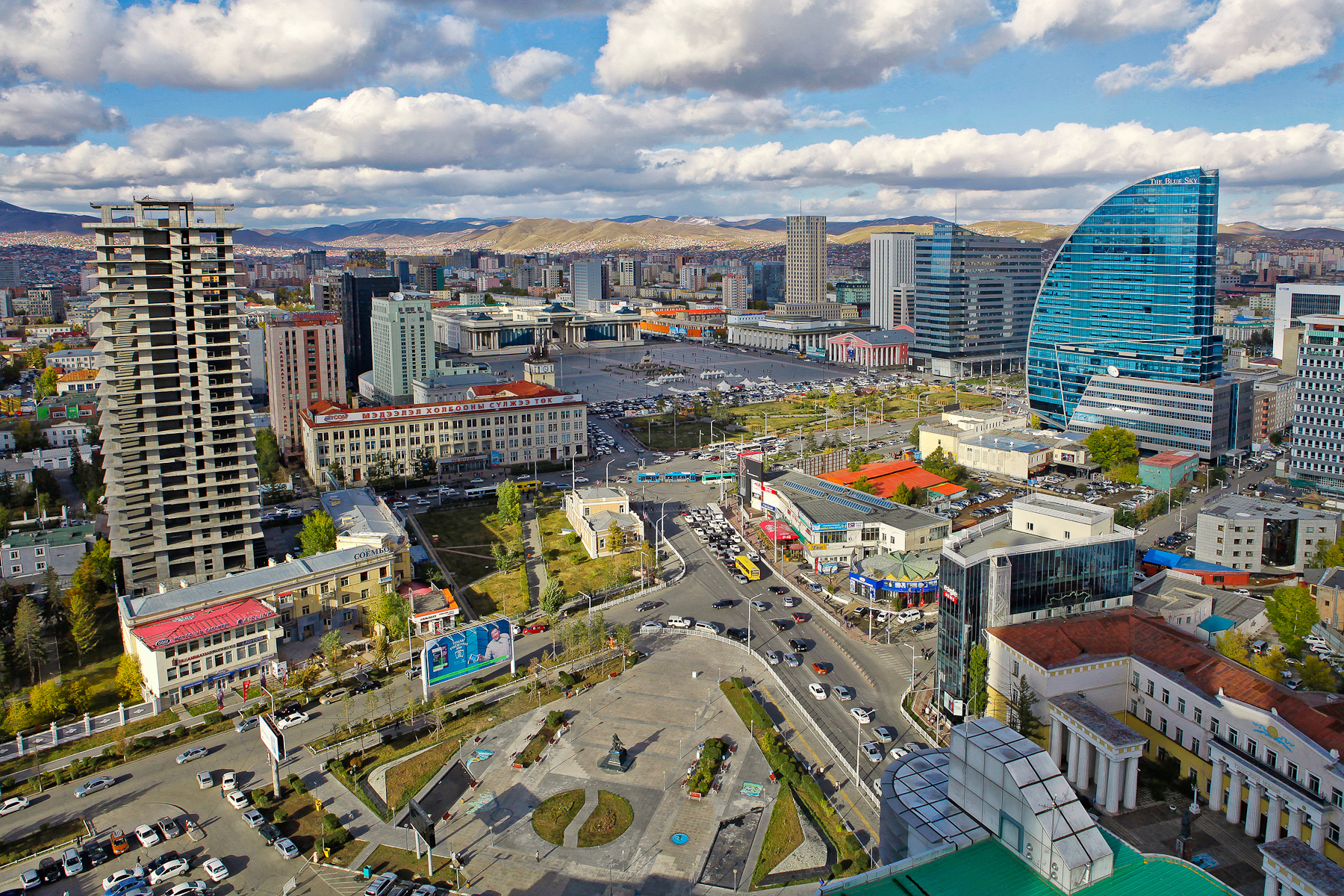
Вид на Улан-Батор з вежею Blue Sky

Монголія має великі мінеральні родовища. Тривалий час економіка Монголії ґрунтувалась на сільському господарстві, проте зростання видобутку покладів мінералів, як-от мідь, вугілля, молібден, олово, вольфрам та золото, стало потужним рушієм промислового виробництва. До розпаду Радянського Союзу Монголія отримувала допомогу від СРСР, що інколи становила аж третину монгольського ВВП, з 1990 року допомога не надається. Після цього Монголія пережила помітний економічний спад, але реформи економіки й широка приватизація дали позитивні наслідки.

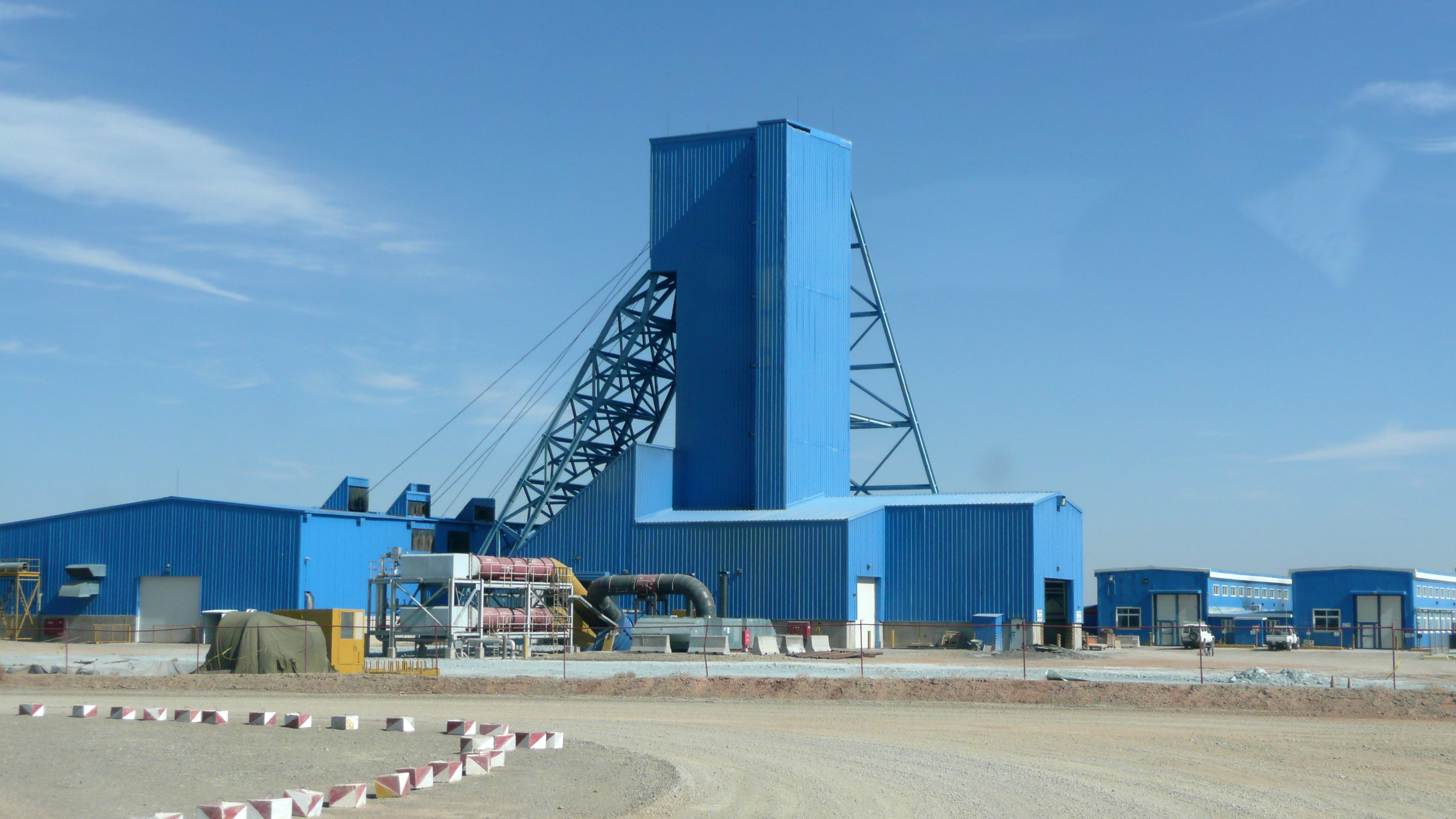
Oyu Tolgoi налічує 18 000 працівників і очікує виробляти 450 000 тонн міді на рік

У 2000, 2001 і 2002 роках через суворі погодні умови сталося значне вимирання худоби, що мало негативні економічні наслідки.
Країна купує нафтову продукцію та електроенергію у Російської Федерації, тож монгольська економіка залежить від своїх сусідів. Основним партнером в експорті залишається Китай. Обіг грошей на так званому чорному ринку, за підрахунками міжнародних фінансових організацій, приблизно дорівнює або й перебільшує обіг на офіційних ринках. Справжню грошову суму операцій чорного ринку дізнатися важко, оскільки гроші не проходять через державні або банківські структури.
Монголія увійшла до Світової Торговельної Організації в 1997 році.
25 березня 2002 року Монголія та Російська Федерація підписали угоду про перетворення $11,5 мільярдного боргу Монголії в акції приватизованих монгольських підприємств. Таким чином, Російська Федерація отримує від Монголії частину її доходів.
З 1990 року, понад 1,500 іноземних компаній вклали більш ніж 300 мільйонів доларів США в монгольську економіку.
За офіційними джерелами відсоток безробіття на 2003 рік — 6,7 %. Відсоток інфляції на 2004 рік становив близько 11 %.
Партнери в імпорті: Російська Федерація 33,3 %, Китай 23,6 %, Японія 7,4 %, Південна Корея 6 %, США 4,6 % (2004)
Партнери в експорті: Китай 47,8 %, США 17,9 %, Велика Британія 15,7 % (2004)

## Державний устрій

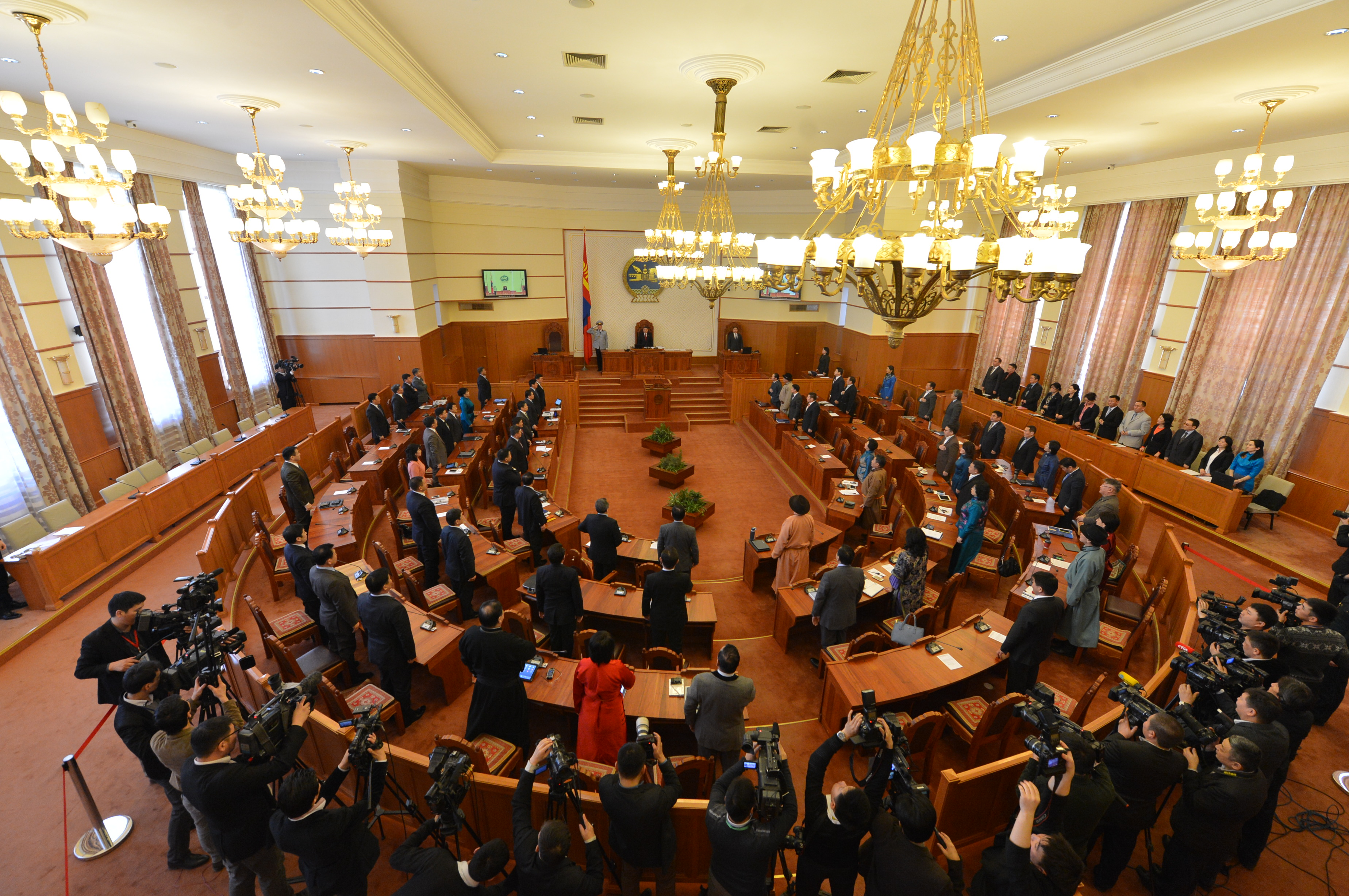
Засідання монгольського парламенту

Монголія — парламентська республіка. Тут діє Конституція Монголії від 13 січня 1992 року. 21 листопада 1991 року Великий народний хурал ухвалив рішення змінити назву країни і МНР стала називатися «Монголія».
Глава держави — президент, що обирається на альтернативній основі шляхом загального прямого і таємного голосування терміном на 4 роки. Президент може переобиратися ще на один термін. За відсутності президента функції глави держави виконує голова Великого державного хуралу. Президент є також головнокомандувачем збройних сил країни.
Законодавчу владу здійснює парламент — Великий державний хурал (76 членів), що обираються всенародно шляхом таємного голосування строком на 4 роки. Очолюють хурал голова, заступник голови та генсекретар, які обираються таємним голосуванням з його складу.
Виконавчу владу здійснює уряд, склад якого пропонує (на запит президента) прем'єр-міністр, а відтак ухвалює президент. Кандидатуру глави Кабінету міністрів подає на розгляд парламенту президент. Уряд підзвітний парламенту.

## Культура

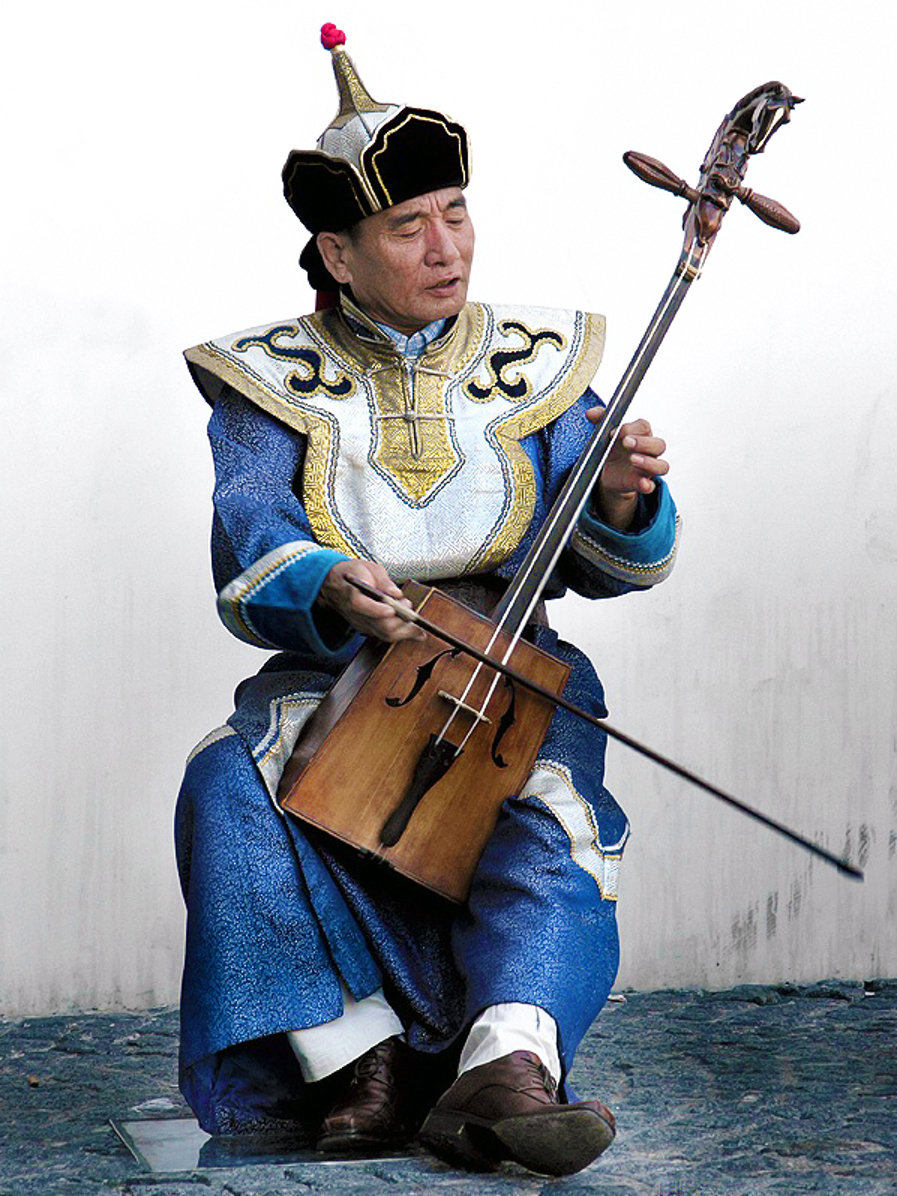
Музикант грає на традиційному монгольському музичному інструменті морін хуур

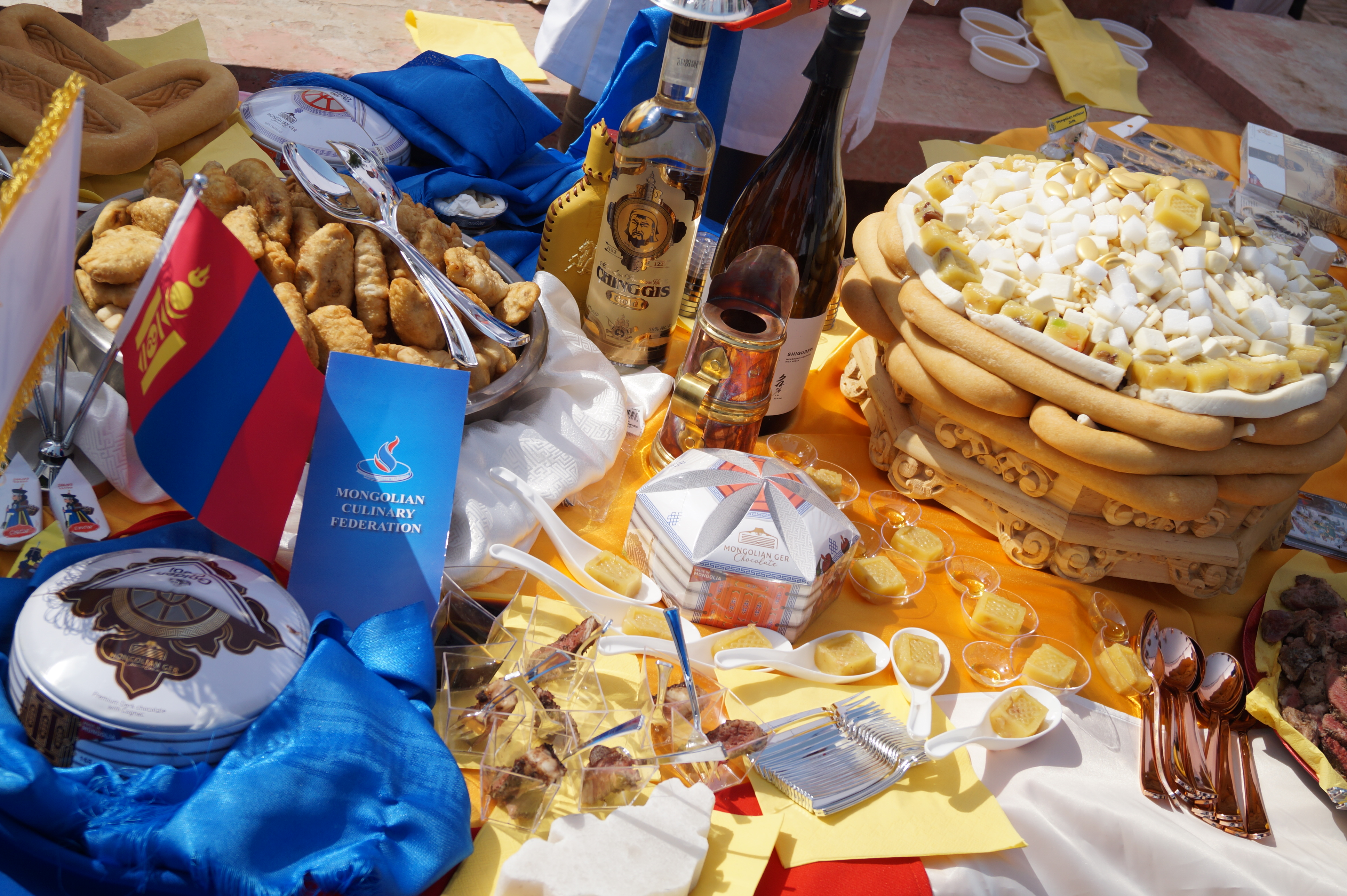
Монгольські молочні продукти на саміті та фестивалі кухні світової спадщини у 2018 році

Монголія — серце Центральної Азії. Ця країна перебувала на перетині важливих торговельних шляхів, що пов'язують між собою країни Азії: Індію, Китай і Тибет. Мистецтво Монголії розвивалося у взаємодії і під впливом мистецтва і культури цих країн. Водночас у культурі монголів, як і в інших народів Азії, очевидний вплив буддійської культури. У XVI ст. в Монголії широке поширення набуває одна з гілок буддійської релігії — ламаїзм. Це впливає на всі сфери життя монголів, і отже, на монгольську культуру і мистецтво. Однак, ламаїзм не в силах був змінити сутність народного мистецтва Монголії. Художники, створюючи ритуальні посудини або інші культові прикраси та начиння, змушені були творити в рамках ламаїстських канонів. Але навіть предмети релігійного культу мають певні національні риси. Вони лишаються глибоко самобутніми й відбивають художні смаки та естетичні погляди народу.

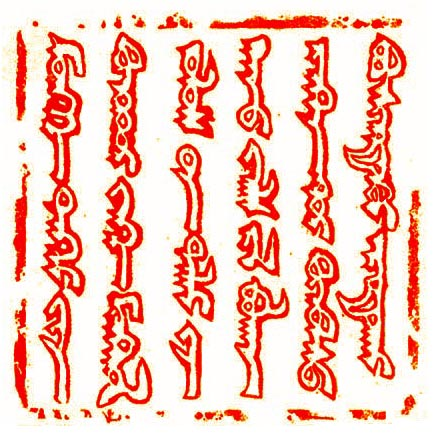
Монгольська каліграфія

Національна своєрідність монгольського мистецтва простежується в усіх його основних видах. Йому властиві певна специфіка і оригінальність. Характерні риси монгольського мистецтва — виразність форми, насиченість орнаментом, підкреслена динаміка візерунків. Багато в чому на формування культури та мистецтва Монголії вплинув кочовий спосіб життя — він, наприклад, сприяв виникненню своєрідною архітектури. Так, на відміну від монастирських будівель тибетського чи китайського стилю форми монгольської архітектури нагадують звичайну житлову юрту, а краса монгольського житла нерідко виявлялася настільки цікавою, що проста юрта скотаря перетворювалася на витвір мистецтва.
Сьогодні, повсюдно на території Монголії можна зустріти пам'ятки культури та історії чи не кожної епохи. Основні риси мистецтва монголів, як і інших степових народів, визначалися потребами кочового побуту, що, як було сказано, визначав і тип житла, і його оздоблення, і форму одягу, а головне — формував особливі уявлення степовиків про красу, про життя і їх художній смак. Найкращі традиції народної творчості багато в чому визначили характер та шляхи розвитку та сучасного мистецтва Монголії. Багатовікові традиції народного мистецтва, лягли, наприклад, в основу національного живопису монголів, відомої під назвою монгол зураг.
З народного мистецтва перейшла в сучасний національний живопис і колірна символіка. Наприклад, монголи особливо люблять синій колір (символ сталості, неба), зелений (символ вічного життя), білий (символ шляхетності думок і почуттів, чистоти), червоний (радість) і жовтий (любов). Часто світлова символіка диктується і буддистськими канонами. Постійна взаємодія різних елементів культури відбивається на всіх видах мистецтва Монголії. В образотворчому мистецтві, наприклад, найтіснішим чином можуть переплітатися національний орнамент з буддистською символікою. А архітектуру і скульптуру Монголії не сплутаєш ні з якими іншими країнами.
Оригінальними за стилем є також вироби декоративно-прикладного мистецтва Монголії. З давніх часів майстри Монголії досягли прекрасних результатів в інкрустації дорогоцінними каменями по металу, різьбі по кістці, філіграні, гравіруванні по металу і карбуванні. Яскраві, надзвичайно інтенсивні за барвистими сполученнями орнаменти геометричного характеру вкривали одяг монголів. Деякі повстяні юрти і до цього дня прикрашають, як яскравими тканинами, так і візерунком з аплікацій і вишивок, про які захоплено відгукуються іноземці, що відвідували Монголію. Червоні, сині, лілові і зелені кольори відтіняють і пожвавлюють білу повсть юрти, роблячи ці житла надзвичайно ошатними. Як у народному, так і в професійному мистецтві Монголії зберігається унікальність форм і сюжетів, простоти і виразності. Монгольське мистецтво є невід'ємною частиною так званого мистецтва Сходу і гідним внеском у світову скарбницю культури.

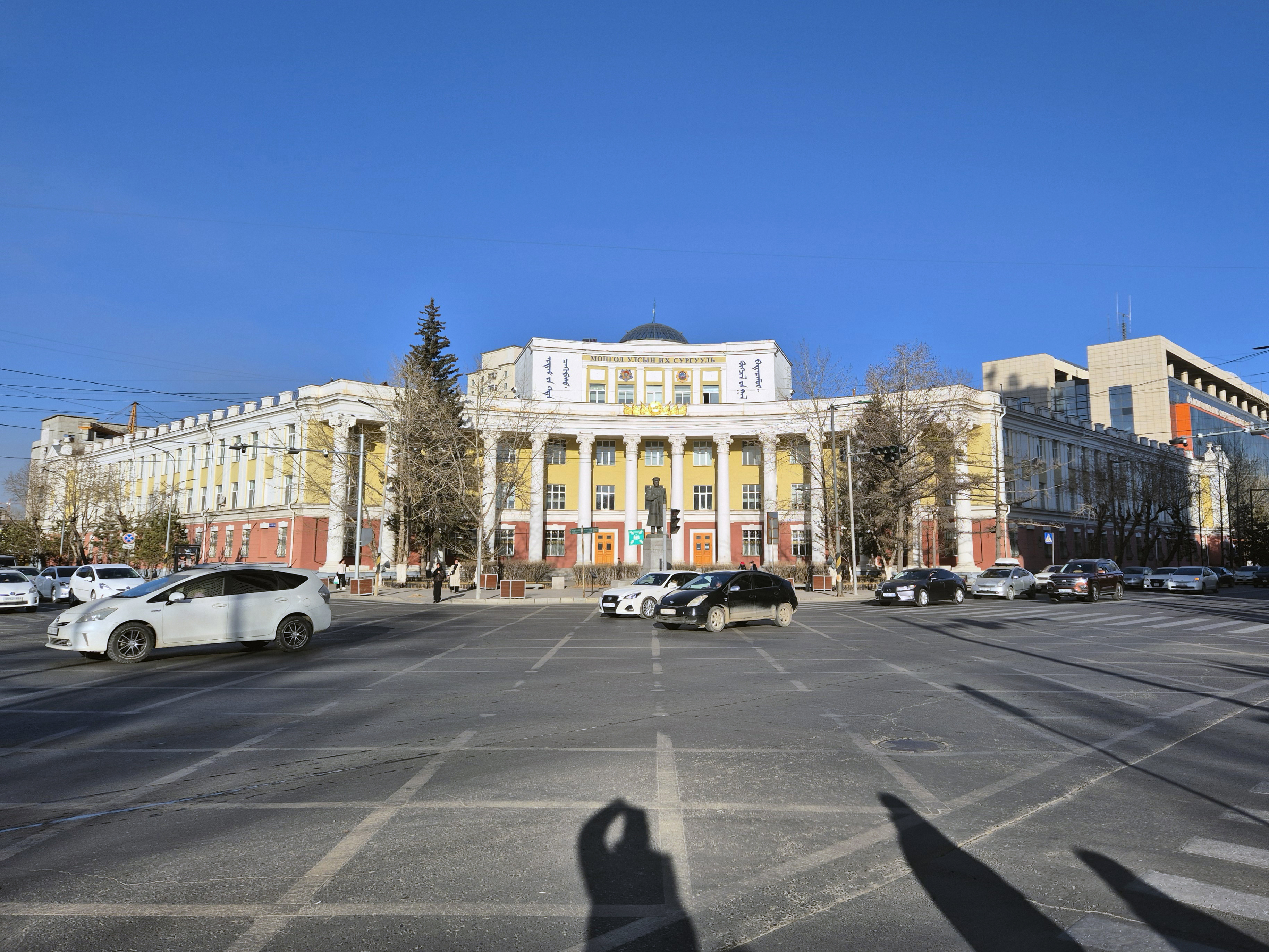
Монгольський державний університет

### Освіта
Освіта — один із пріоритетних напрямів внутрішньої політики Монголії. До теперішнього часу неграмотність в країні практично знищена, завдяки створенню сезонних шкіл-інтернатів для дітей з сімей кочівників (в 2003 неграмотне населення в Монголії становило 2 %).
Десятирічна освіта була обов'язковою для всіх дітей від 6 до 16 років (шість з них — початкова школа). Обов'язкову шкільну освіту, однак, було продовжено на два роки для всіх першокласників у 2008—2009 навчальному році. Нова система, таким чином, не буде повністю введена в дію до 2019—2020 навчального року. Крім того, пропонуються курси професійної підготовки для молодих людей у віці 16—18 років.
Монгольський державний університет в Улан-Баторі, заснований в 1942 році — найбільший і найстаріший університет країни; в 2006 році в ньому навчалося близько 12 000 студентів.

### Спорт

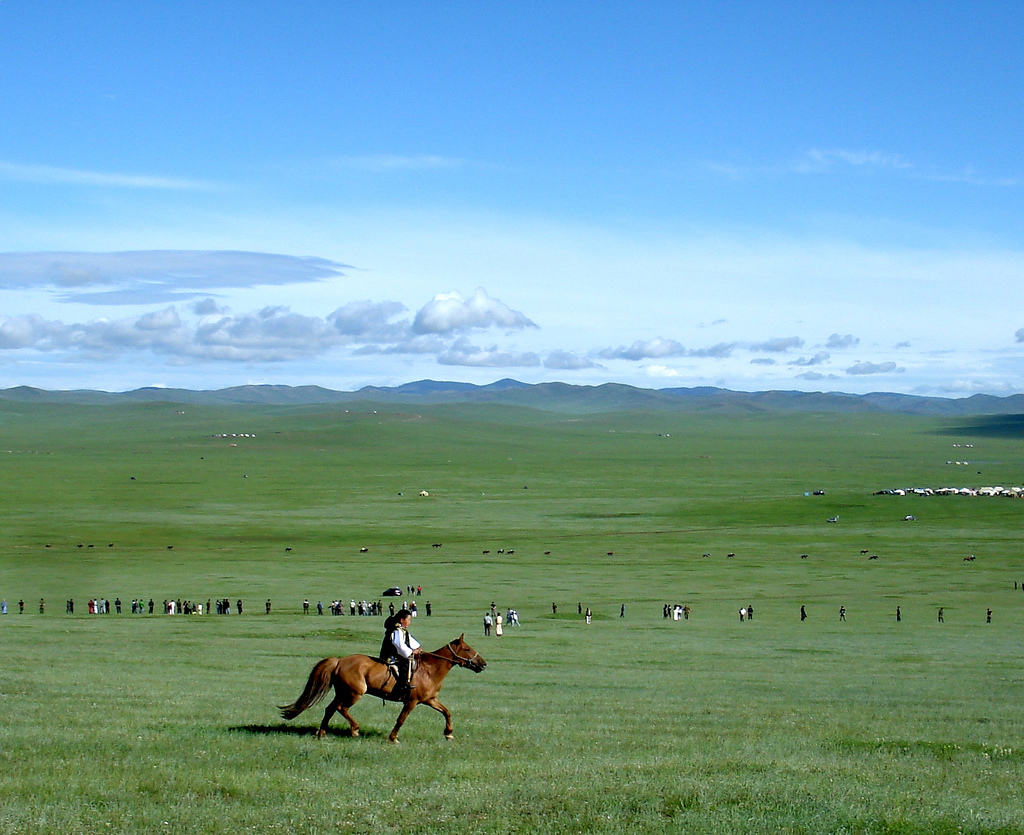
Наадам

Наадам — одне з двох традиційних національних свят Монголії поряд з Цаган Саром; щорічні свята проходять по всій Монголії з 11 по 13 липня. Ігри складаються з монгольської боротьби, стрільби з лука та кінних скачок.
У сучасних видах спорту монголи традиційно сильні в одиночних видах. Це бокс, вільна боротьба, дзюдо, кульова стрільба. За кількістю олімпійських нагород, що припадають на душу населення, Монголія випереджає багато країн. Активними темпами розвивається досить екзотичні види спорту для монголів: бодібілдинг і пауерліфтинг.

## Збройні сили Монголії

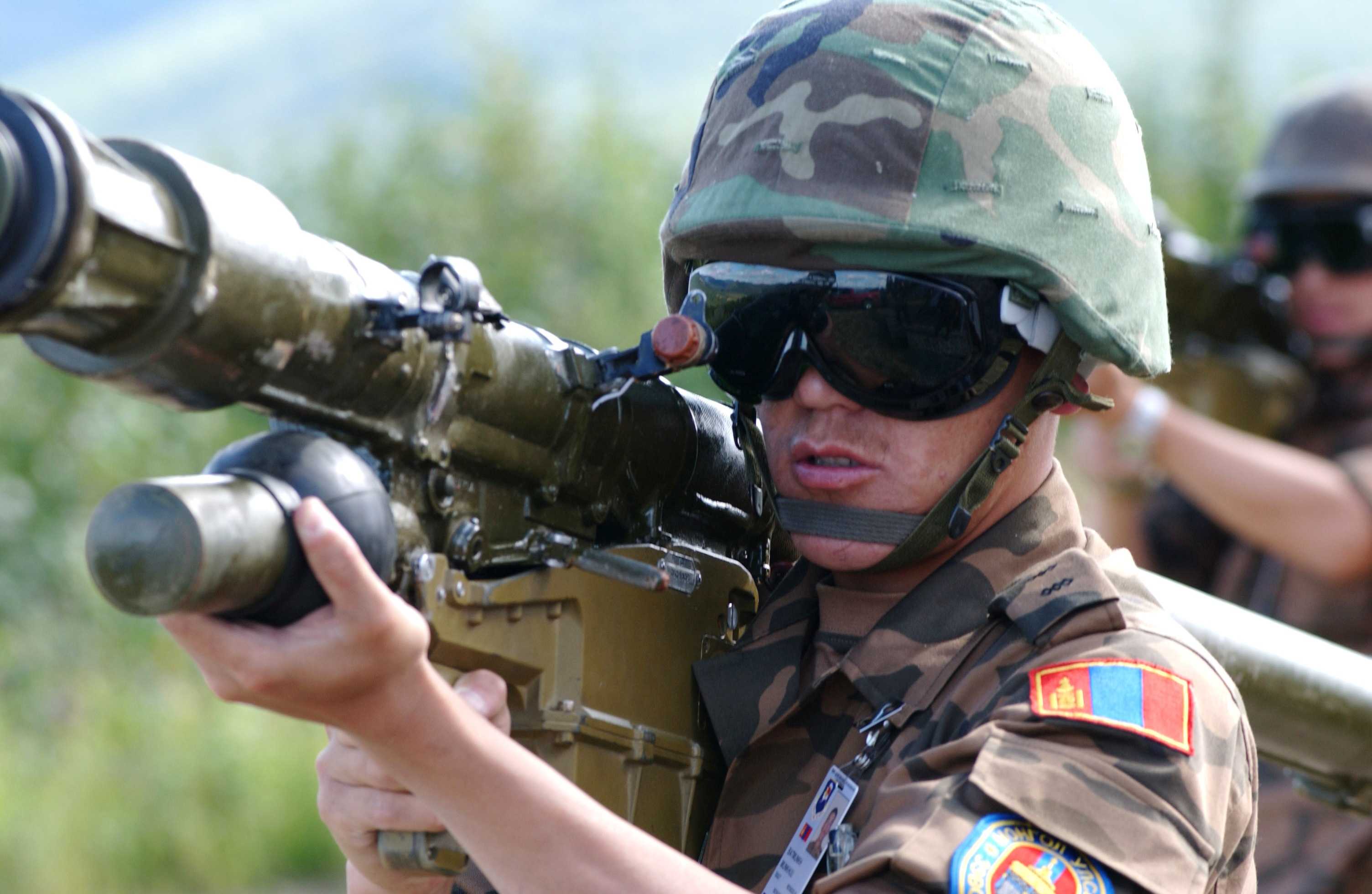
Монгольський солдат

Чисельність Збройних сил — 10,3 тис.(2012). Комплектування здійснюється за призовом, термін служби — 12 місяців. Призиваються чоловіки у віці 18—25 років. Мобілізаційні ресурси — 819 тис., придатних до військової служби — 530,6 тис.
Озброєння: 620 танків (370 танків Т-54 і Т-55, 250 танків Т-62), 120 БРДМ-2, 310 БМП-1, 150 БТР-60, 450 — БТР-80, 450 снарядів ПА, 130 РСЗВ БМ -21, 140 мінометів, 200 протитанкових гармат калібрів 85 і 100 мм.
ППО: 800 чол., 8 бойових літаків, 11 бойових вертольотів. Парк літаків та вертольотів: 8 МіГ-21 ПФМ, 2 МІГ-21УС, 15 Ан-2, 12 Ан-24, 3 Ан-26, 2 Боїнг 727, 4 китайських літака HARBIN Y-12, 11 вертольотів Мі-24. Наземна ППО: 150 ЗУ і 250 ПЗРК.
В армії Монголії проводиться реформа, спрямована на підвищення боєздатності та оновлення технічного парку ОВТ. У цьому процесі активну участь беруть російські, американські та інші фахівці.
З 2002 року Монголія бере участь у миротворчій діяльності. За цей час в різних операціях взяли участь 3200 монгольських військовослужбовців. 1800 з них служили під мандатом ООН, а 1400 — під міжнародним мандатом.
Військовий бюджет Монголії — 1,4 % бюджету країни.

## Населення
Чисельність населення — згідно з даними національної статистики (і даними ООН) на середину 2010 року становила 3,1 млн осіб (оцінка Бюро переписів США на листопад 2010 року становить 2,8 млн чол [12].).
На один квадратний кілометр припадає 1,8 ос. Річний приріст — 1,44 % (2013).
Фертильність — 2,23 пологів на жінку. Дитяча смертність — 40 на 1000 народжених. Середня тривалість життя — 65 років у чоловіків, 70 років у жінок. Етнічний склад — халха-монголи 94,9 %, тюрки (казахи) — 5 %, китайці та росіяни — 0,1 %.
Монгольською мовою говорить понад 95 % населення. У середніх школах також вивчають традиційну монгольську писемність.
Вважається, що 7 млн монголів живуть в Китаї; в Росії, згідно з переписом 2010 року, халха-монголів налічувалося 2986; крім того, в Росії проживають споріднені монголам народи, буряти (461 389) і калмики (183 372).

### Етнічні групи
Етнічні групи Монголії (за даними на 2000 рік):
монголи 92,9 %, казахи 7 %, китайці, росіяни та інші 0,1 %.
Офіційні дані стосовно національного складу населення Монголії:
| Народи                                   | Монгольська назва                        | 2000        | 2000      | 2010        | 2010      |
| Народи                                   | Монгольська назва                        | Чисельність | Частка, % | Чисельність | Частка, % |
| ---------------------------------------- | ---------------------------------------- | ----------- | --------- | ----------- | --------- |
| Всього                                   | Всього                                   | 2 373 493   | 100,00    | 2 647 545   | 100,00    |
| Громадяни Монголії                       | Громадяни Монголії                       | 2 365 269   | 99,65     | 2 631 117   | 99,38     |
| Халхасьці                                | Халх                                     | 1 934 674   | 81,80     | 2 168 141   | 82,40     |
| Казахи                                   | Казак                                    | 102 983     | 4,35      | 101 526     | 3,86      |
| Дербети                                  | Дөрвөд                                   | 66 706      | 2,82      | 72 403      | 2,75      |
| Баяти                                    | Баяд                                     | 50 824      | 2,15      | 56 573      | 2,15      |
| Буряти                                   | Буриад                                   | 40 620      | 1,72      | 45 087      | 1,71      |
| Захчини                                  | Захчин                                   | 29 766      | 1,26      | 32 845      | 1,25      |
| Даріганганці                             | Дарьганга                                | 31 909      | 1,35      | 27 412      | 1,04      |
| Урянхайці                                | Урианхай                                 | 25 183      | 1,06      | 26 654      | 1,01      |
| Дархати                                  | Дархад                                   | 19 019      | 0,80      | 21 558      | 0,82      |
| Олоти                                    | Өөлд                                     | 14 634      | 0,62      | 15 520      | 0,59      |
| Хотогойти                                | Хотогойд                                 | 7 237       | 0,31      | 15 460      | 0,59      |
| Торгути                                  | Торгууд                                  | 12 628      | 0,53      | 14 176      | 0,54      |
| Хотони                                   | Хотон                                    | 9 014       | 0,38      | 11 304      | 0,43      |
| Мянгати                                  | Мянгад                                   | 6 082       | 0,26      | 6 592       | 0,25      |
| Тувинці                                  | Тува                                     | 4 778       | 0,20      | 5 169       | 0,20      |
| Баргути                                  | Барга                                    | 2 506       | 0,11      | 2 989       | 0,11      |
| Уземчини                                 | Үзэмчин                                  | 2 386       | 0,10      | 2 577       | 0,10      |
| Елжигени                                 | Элжигэн                                  | 151         | 0,01      | 1 340       | 0,05      |
| Сартули                                  | Сартуул                                  | 1 540       | 0,06      | 1 286       | 0,05      |
| Хамнігани                                | Хамниган                                 | 565         | 0,02      | 537         | 0,02      |
| Цаатани                                  | Цаатан                                   | 303         | 0,01      | 282         | 0,01      |
| Узбеки                                   | Узбек, Чантуу                            | 380         | 0,02      | 260         | 0,01      |
| Харчини                                  | Харчин                                   | 266         | 0,01      | 152         | 0,01      |
| Чахари                                   | Цахар                                    | 123         | 0,01      | 132         | 0,01      |
| Інші національні меншини Монголії        | Інші національні меншини Монголії        | 338         | 0,01      | 601         | 0,02      |
| Громадяни Монголії інших національностей | Громадяни Монголії інших національностей | 654         | 0,03      | 541         | 0,02      |
| Іноземні громадяни                       | Іноземні громадяни                       | 8 128       | 0,34      | 16 320      | 0,62      |
| Особи без громадянства                   | Особи без громадянства                   | 96          | 0,00      | 108         | 0,00      |

### Релігії
Відповідно до перепису 2010 року в Монголії наступний розподіл за релігією
| Релігія      | Чисельність | Частка % |
| ------------ | ----------- | -------- |
| Атеїсти      | 735 283     | 38,6     |
| Віруючі      | 1 170 283   | 61,4     |
| Буддизм      | 1 009 357   | 53,0     |
| Іслам        | 57 702      | 3,0      |
| Шаманізм     | 55 174      | 2,9      |
| Християнство | 41 117      | 2,1      |
| Інші         | 6933        | 0,4      |
| Всього       | 1 905 566   | 100,0    |

## Цікаві факти
- Імперія монгольського хана Чингісхана до створення Британської імперії у ХІХ столітті була найбільшою за площею державою у світі.
- У країні водяться дикі двогорбі верблюди, які, крім Монголії, проживають лише у Східному Туркестані.
- У пустелі Гобі знайдено багато скам'янілих залишків динозаврів. Також тут знайдені добре збережені кладки яєць динозаврів.